# ورزشگاه ال تنینته
ورزشگاه ال تنینته (اسپانیایی: Estadio El Teniente‎) یک ورزشگاه فوتبال در رانکاگوا، شیلی است.
این ورزشگاه که در سال ۱۹۴۷ تأسیس شده در سال ۲۰۱۳ تخریب و از نو در سال ۲۰۱۴ ساخته شده است، ورزشگاه ال تنینته هم‌اکنون دارای ۱۳٬۸۴۹ نفر ظرفیت می‌باشد و یکی از ورزشگاه‌های جام جهانی فوتبال ۱۹۶۲ بوده است.

## نگارخانه

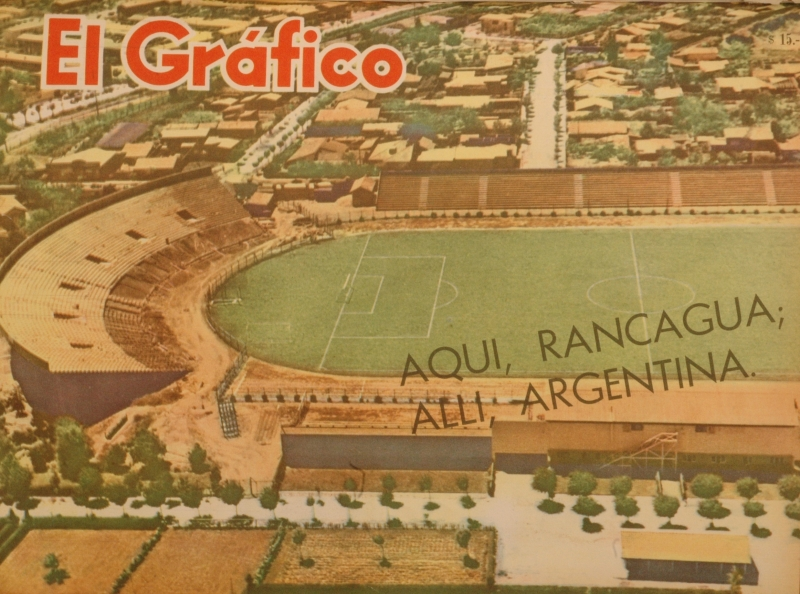
تصویری از ورزشگاه ال تنینته بر روی یک مجله، ۱۹۶۲
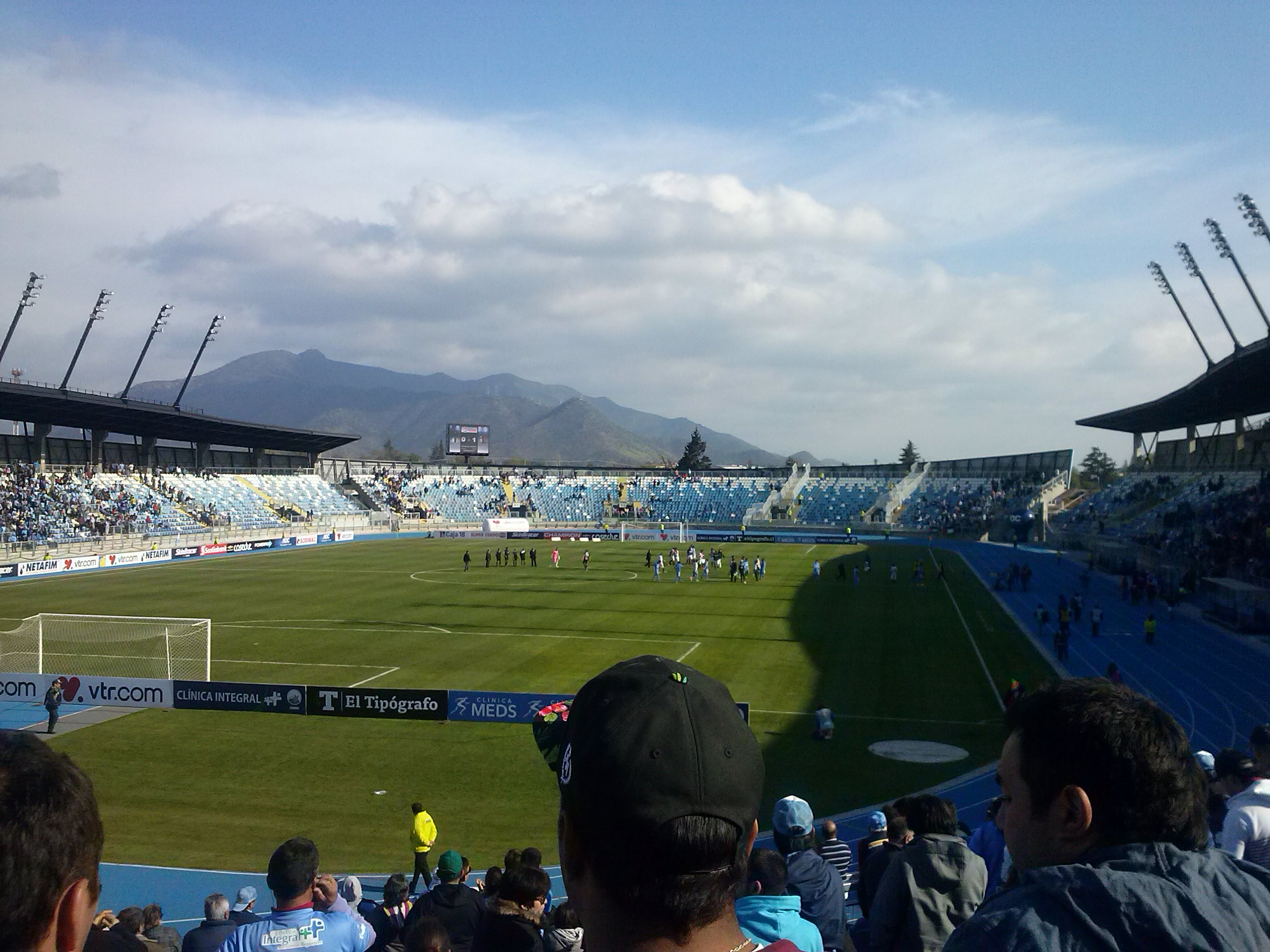
View from Angostura
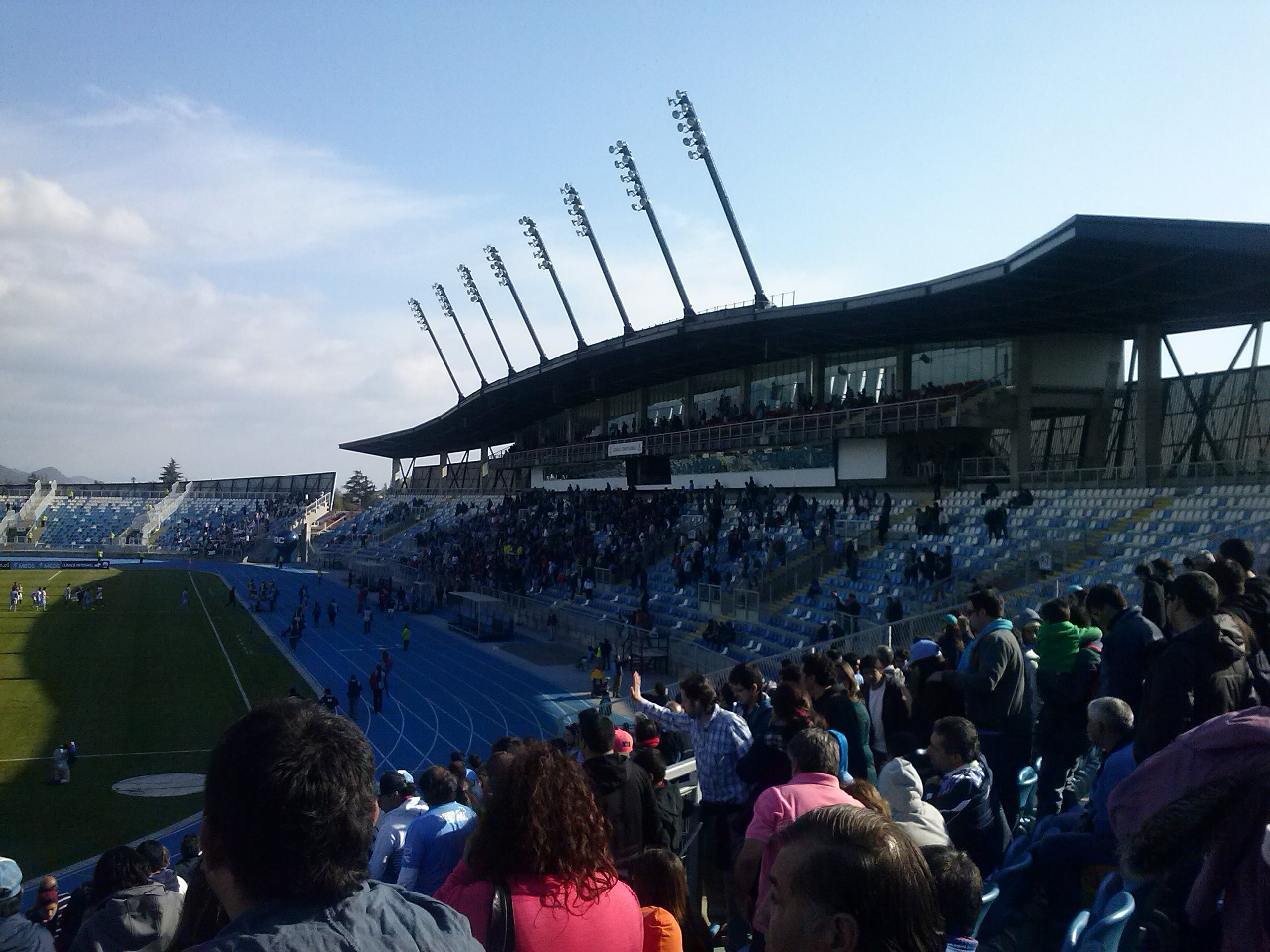
View of the Marquesina and VIP section
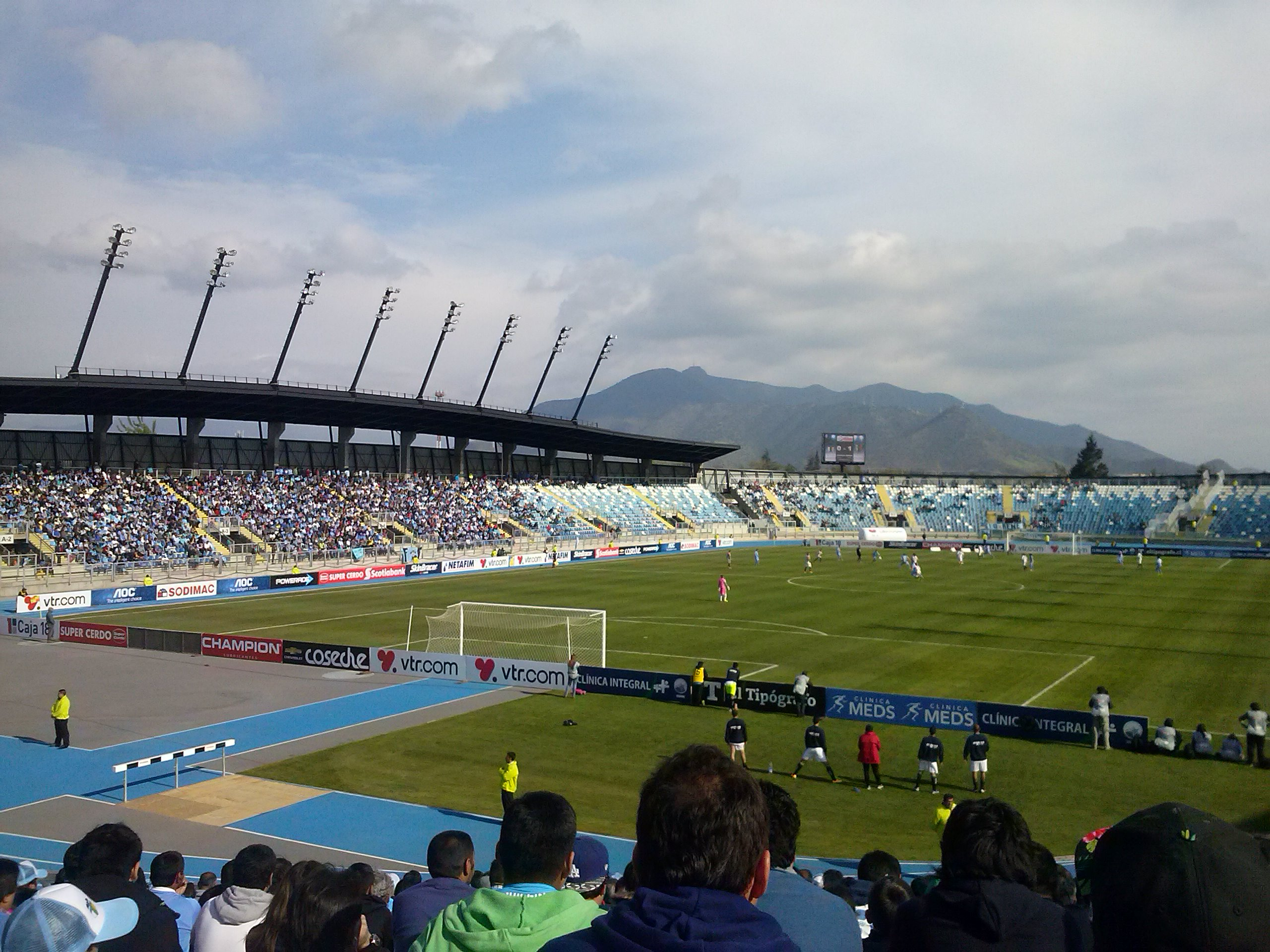
View from Angostura to Andes
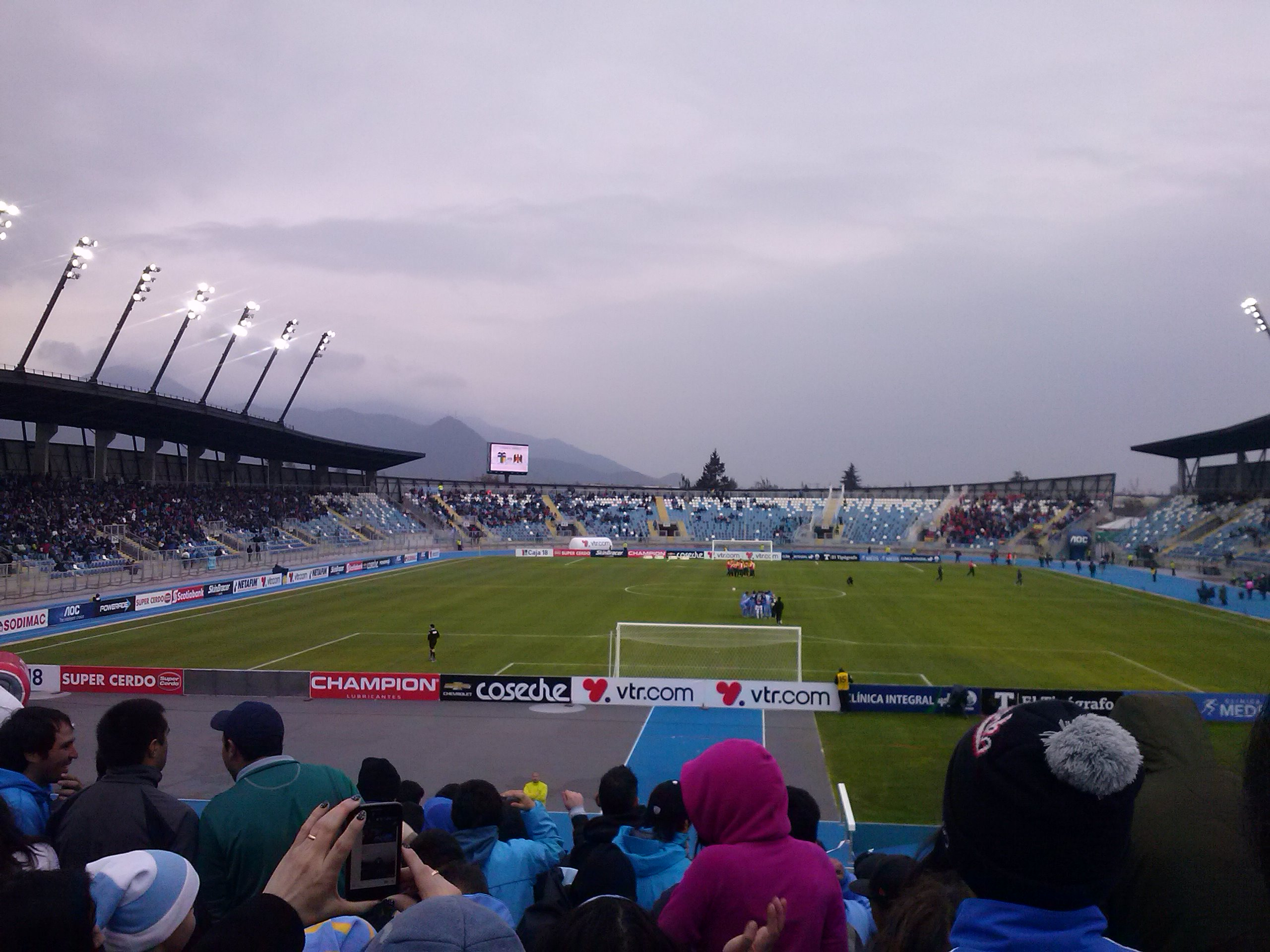
View from Angostura to Rengo
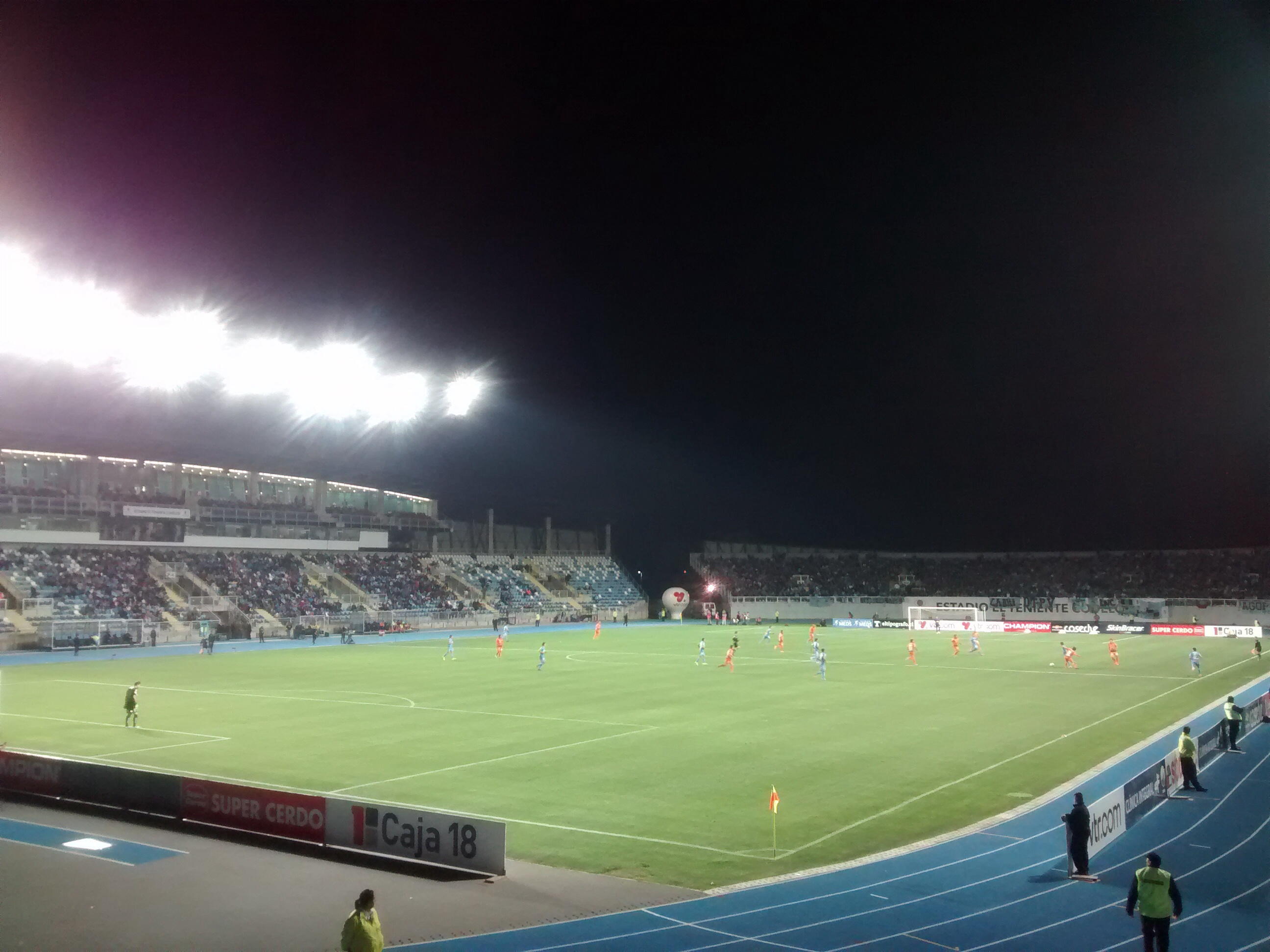
View from Rengo to Angostura and Marquesina
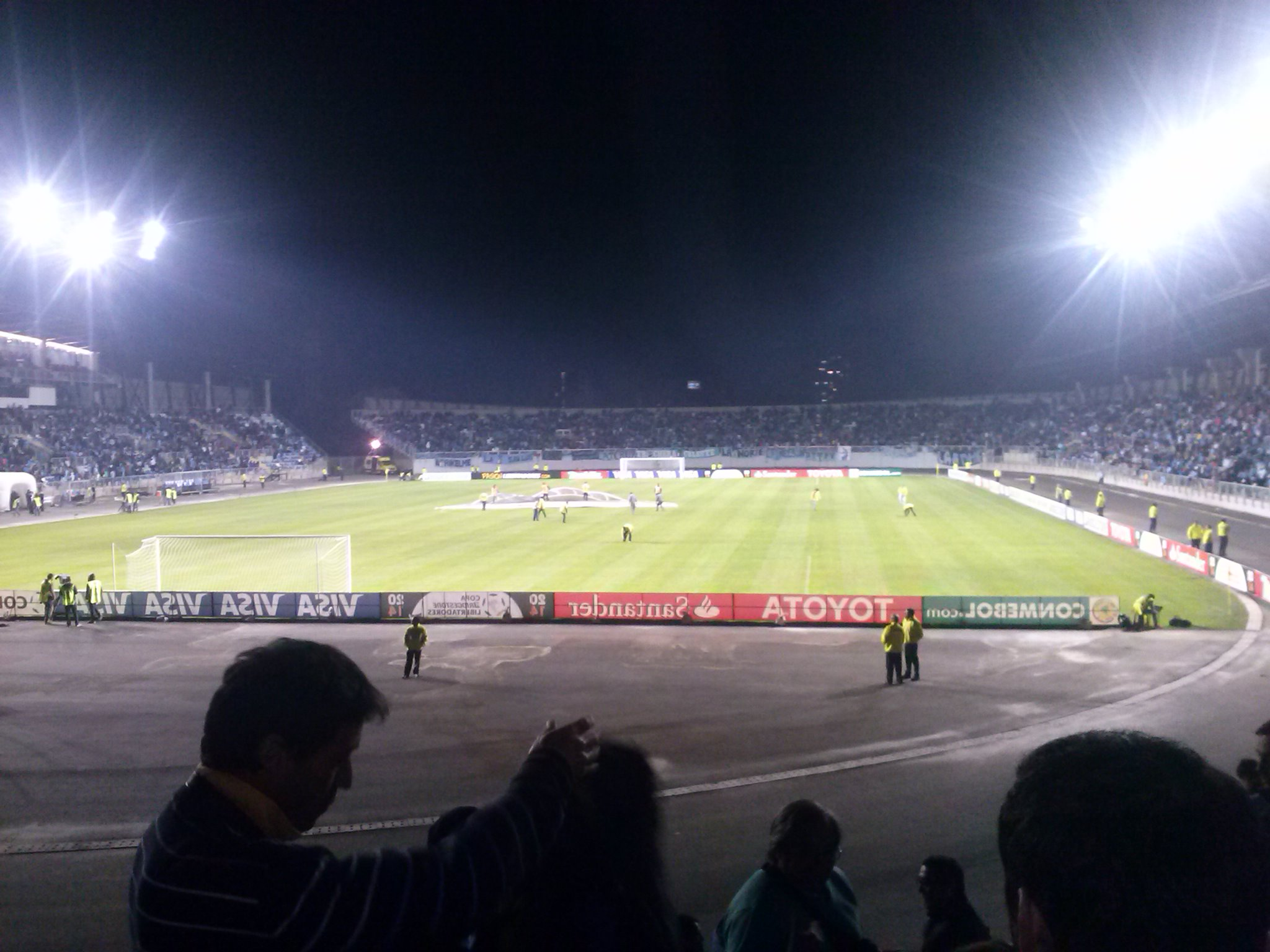
View from Rengo
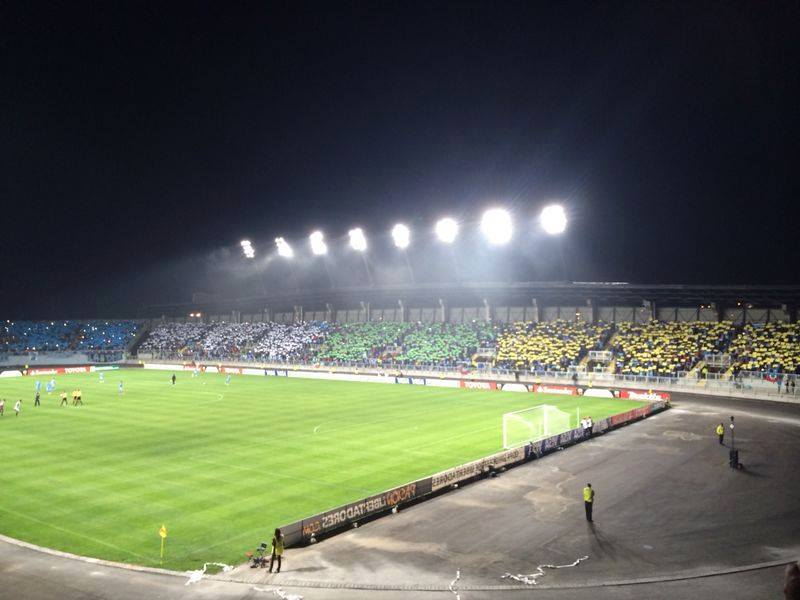
View from Marquesina to Andes
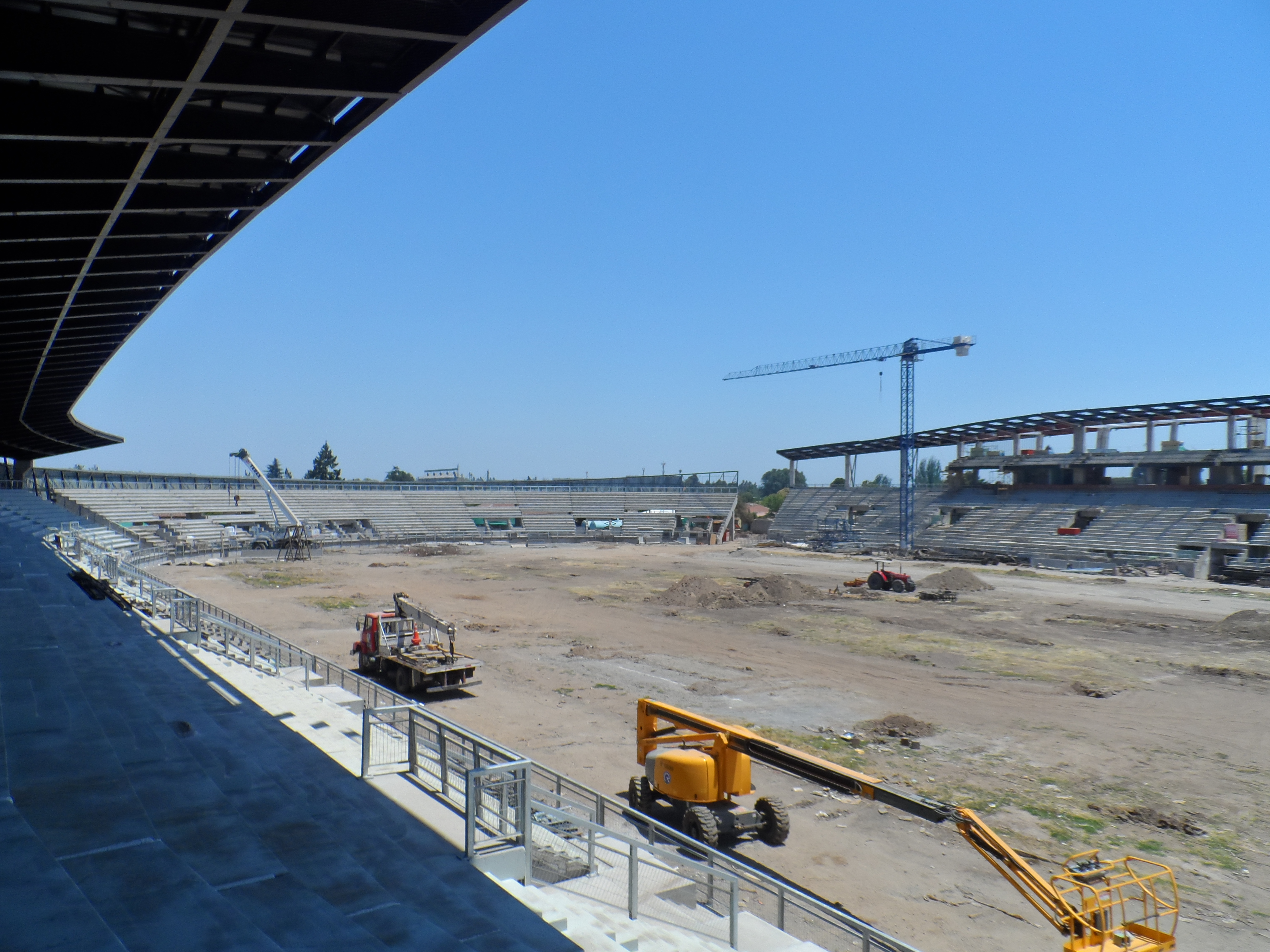
The stadium on construction